# Zelotes lichenyensis
Zelotes lichenyensis är en spindelart som beskrevs av FitzPatrick 2007. Zelotes lichenyensis ingår i släktet Zelotes och familjen plattbuksspindlar.
Artens utbredningsområde är Malawi. Inga underarter finns listade i Catalogue of Life.